# جاشوا هیل
جاشوا هیل (به انگلیسی: Joshua Hill) سناتور سابق عضو حزب جمهوری‌خواه ایالات متحده آمریکا بود. وی در سال ۱۸۶۸ تا ۱۸۷۳ میلادی سناتور ایالت جورجیا در سنای ایالات متحده آمریکا بود.